# Вільям Солтер
Вільям Солтер (англ. William Salter; 1804—1875) — англійський художник-портретист.
Найвідоміша його картина — бенкет у 1836 році за участі 83 людей, організований герцогом Веллінгтоном, у честь його перемоги у битві при Ватерлоо. Картина має назву «Бенкет у Ватерлоо 1836 року» і на сьогоднішній день знаходиться у Епслі-хаусі.

## Біографія
Солтер народився у 1804 році і отримав освіту в Хонітоні, графство Девон.
Із 1822 року працював у студії Джеймса Норткота. Через п'ять років він відправився у Гран-тур по Італії, де працював у Флорентійській Академії вишуканих мистецтв, викладав історію живопису. У 1833 році Солтер повернувся до Англії.
У 1835 році у Хонітоні була побудована нова церква. А у 1838 році Солтер оплатив і створив у церкві вівтар під назвою «Зняття із Хреста».
Солтер був довічним членом флорентійської академії, у 1846 році він став членом Товариства британських художників.
Помер у своєму будинку на Западному Кенсінгтоні — 22 грудня 1875 року.